# Pierre le Grand (cuirassé)
Pour les articles homonymes, voir Pierre le Grand.
Le Pierre le Grand, en russe : Piotr Veliky : Пётр Великий, est un cuirassé de la Marine impériale de Russie construit sur le modèle du cuirassé HMS Devastation. Lors de son lancement le 27 juin 1872, il reçut le nom de Croiseur. À l'occasion du bicentenaire de la naissance de Pierre Ier le Grand, le 30 mai 1872 il fut rebaptisé Pierre le Grand. Une nouvelle fois débaptisé après la Révolution russe, il reçut le nom de Républicain (1917) puis celui de Barricade. Ce bâtiment de guerre prit part à la Première Guerre mondiale, la Révolution russe, la guerre civile russe, la Seconde Guerre mondiale. En rénovation, le Pierre le Grand ne prit aucune part aux expéditions navales menées au cours de la Guerre russo-japonaise (1904-1906). Ce cuirassé vécut une longue carrière au service de la Marine impériale de Russie puis de la Marine de l'Union soviétique (1869-1959).

## Historique
Le Pierre le Grand fut l'un des premiers navires de guerre de la Marine impériale de Russie. Il fut construit sur le modèle du cuirassé britannique HMS Devastation. L'amiral Andreï Alexandrovitch Popov (en) supervisa sa construction. En 1872 date de son lancement, le cuirassé fut envoyé à Kronstadt pour finaliser les travaux, ceux-ci furent achevés en 1877.
Les machines se révélant insatisfaisantes, en 1881, le Pierre le Grand fut envoyé en Écosse, au chantier naval de Glasgow, de nouvelles machines furent installées sur le cuirassé par Randolph et Edler.
Après d'importantes réparations (1904-1907), le Pierre le Grand fut transformé en navire école pour la formation des artilleurs de la marine. (1908-1912) - (1827) En octobre 1917 il fut utilisé comme base pour les sous-marins de la Flotte de la mer Baltique. Le 8 novembre, il fut transformé en navire de la Croix-Rouge et navigua en mer Baltique. Au cours de la Révolution russe, lors des négociations entre la Russie et l'Allemagne dont les forces armées occupaient la région de la Baltique, Lénine ordonna aux navires de cette flotte de quitter le port de Revel. Le 17 février 1918, le Pierre le Grand rebaptisé Libérateur et les autres bâtiments de guerre composant cette flotte levèrent l'ancre, accompagnés de brise-glaces ils mirent le cap sur Helsinki (25 juin au 26 février 1918, puis d'Helsinki ils revinrent à Revel (11 avril au 14 avril 1918). Ce fut l'expédition Glace de la Flotte de la Baltique. En octobre 1918 il fut mis en cale sèche dans le port de Kronstadt, le 21 mai 1921 le cuirassé fut désarmé et réarmé dans ce même port, en outre, il reçut son affectation pour servir dans la flotte de la mer Baltique. Le 23 septembre 1924, lors d'une inondation à Kronstadt, le Pierre le Grand fut gravement endommagé. Retiré de la flotte le 5 octobre 1927, il fut reconstruit et de nouveau mis en service.
Sous le nom de Barricade, le Pierre le Grand prit part à la Seconde Guerre mondiale, il fut utilisé pour entreposer des mines de protection.
Le 15 février 1946 le Pierre le Grand fut affecté aux forces de la Flotte de Kronstadt, le 24 décembre 1955 à la base navale de Leningrad.
Le 18 avril 1959 le Pierre le Grand fut rayé des effectifs de la Marine soviétique, il fut démantelé dans le port de Leningrad.
De nombreuses années après son démantèlement le Pierre le Grand fut reconnu comme l'un des navires les plus puissants de son époque.